# Papirus 79
Papirus 79 (według numeracji Gregory-Aland), oznaczany symbolem {\displaystyle {\mathfrak {P}}^{79}} – grecki rękopis Nowego Testamentu, spisany w formie kodeksu na papirusie. Paleograficznie datowany jest na VII wiek. Zawiera fragmenty Listu do Hebrajczyków.

## Opis
Zachowały się tylko fragmenty Listu do Hebrajczyków (10,10-12.28-30).

## Tekst
Tekst grecki kodeksu reprezentuje aleksandryjską tradycję tekstualną. Kurt Aland zaklasyfikował go do kategorii II.

## Historia
Tekst rękopisu opublikowany został przez Kurta Treu w 1966 roku. Aland umieścił go na liście rękopisów Nowego Testamentu, w grupie papirusów, dając mu numer 79.
Rękopis datowany jest przez INTF na VII wiek.
Jest cytowany w krytycznych wydaniach Nowego Testamentu (NA27, UBS4).
Obecnie przechowywany jest w bibliotece Staatliche Museen zu Berlin (Inv. no. 6774) w Berlinie.